# Philip Lutley Sclater
Philip Lutley Sclater, född 4 november 1829 på Tangier Park, Wootton St. Lawrence, Hampshire, död 27 juni 1913, var en engelsk zoolog och jurist.
Sclater graduerades i Oxford 1849 och från 1859 till 1902 var han sekreterare för Zoological Society of London. Han var grundare av British Ornihologists' Unions tidskrift Ibis, samt författade ett mycket stort antal skrifter, flertalet av zoogeografiskt innehåll och behandlande fåglar och däggdjur. Av allmän och grundläggande betydelse för djurgeografin är On the general geographic distribution of the members of the class Aves (1858).
Han var far till William Lutley Sclater och tillsammans skrev de The geographical distribution of mammals (1874).
Sclater beskrev ett stort antal fåglar, men även det år 1900 upptäckta däggdjuret okapi. Många arter, exempelvis Sclaters tofspingvin, har uppkallats efter honom.